# Lou Colombo
Lou Colombo (* 22. August 1927 in Brockton, Massachusetts; † 3. März 2012 in Fort Myers, Florida) war ein US-amerikanischer Musiker (Trompete, Kornett, Flügelhorn) im Bereich des Swing und Mainstream Jazz.

## Leben und Wirken
Colombo begann mit zwölf Jahre Trompete zu spielen, war zunächst sieben Jahre Baseball-Profispieler bei den Brooklyn Dodgers, bevor ihn mit 24 Jahren eine Knieverletzung zwang, seine Sportlerkarriere zu beenden. Er arbeitete danach als Vollzeitmusiker meist als Ensemblespieler und Studiomusiker, u. a. in den Big Bands von Dizzy Gillespie, Artie Shaw, Benny Goodman, Buddy Morrow und Pérez Prado, außerdem bei Sessions mit Meredith D’Ambrosio (South to a Warmer Place, 1989), George Masso (That Old Gang of Mine, 1996) und Jerry Jerome (Something Borrowed, Something Blue).
Unter eigenem Namen spielte er einige Alben ein, darunter 1990 bei Concord Records ein Tributalbum für Bobby Hackett ein, an dem u. a. auch Dave McKenna und Keith Copeland mitwirkten. Colombo, der fünf Jahrzehnte in der Jazzszene von Cape Cod aktiv war, starb Anfang März 2012 im Alter von 84 Jahren an den Folgen eines Verkehrsunfalls.

## Diskographische Hinweise
- Merry Cape Cod Christmas
- I Remember Bobby (1990)
- Monday Night Jazz (2004)